# غولدن 1 سنتر
غولدن 1 سنتر هي صالة رياضية تقع في مدينة ساكرامنتو، كاليفورنيا وهو الملعب الرسمي لنادي سكرامنتو كينغز الذي يلعب في دوري إن بي أي. بدأ بناء الصالة في 29 أكتوبر 2014  وأفتتحت في 30 سبتمبر 2016.